# Cerco

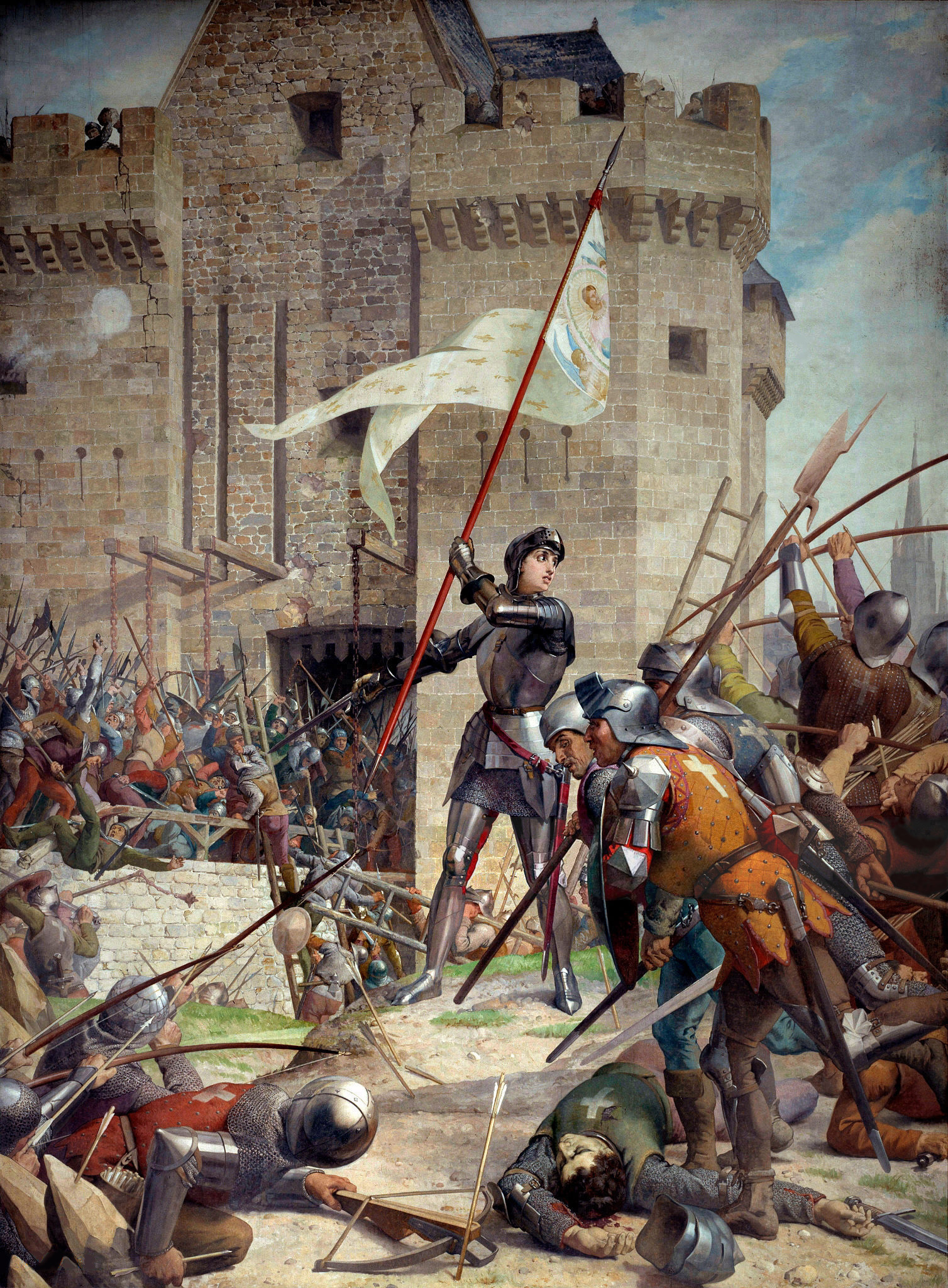
Joana d'Arc no Cerco de Orléans (1886-1890), de Jules Eugène Lenepveu.

Cerco, assédio ou sítio é um método de estratégia militar onde unidades militares cercam o inimigo ou uma edificação, como as praças-fortes, onde se abriga o inimigo, com o intuito de não permitir a sua evasão ou o seu recebimento de provisões. Geralmente, nessa estratégia, é comum o uso de armas de assédio para a destruição de edificações. A técnica do cerco, tanto a de defesa como a do ataque, chama-se poliorcética.

## Exemplos históricos

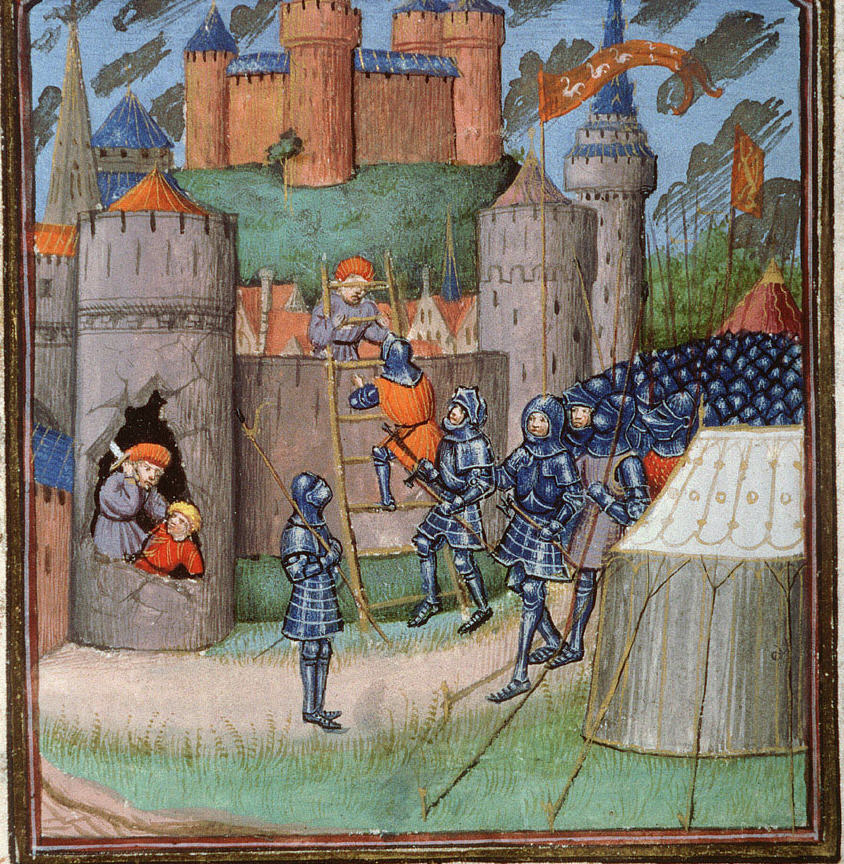
Desenho de 1400-1450 representando o cerco de Antioquia pelos cruzados em 1098

Existem vários eventos históricos importantes em que houve o cerco de cidades, tais como:
- Cerco de Massada (73-74);
- Cerco de Paris (845);
- Cerco de Lisboa em 1147, que levou à conquista da cidade, em 20 de Outubro de 1147, pelas forças portuguesas e por cruzados sob o comando de D. Afonso Henriques;
- Batalha de Pequim, em 1214, nas campanhas do general mongol Gengis Khan contra a Dinastia Jin;
- Cerco de Barcelona (1713-1714);
- Grande Cerco de Gibraltar;
- Cerco a Leninegrado;
- Cerco de Homs (2011-2014).

## Táticas

### Ofensivas
O primeiro ato de um atacante num cerco pode ser um ataque surpresa, com a finalidade de derrotar o inimigo antes que ele esteja preparado ou mesmo consciente da ameaça. Foi assim que William de Forz capturou o castelo de Fotheringhay em 1221.
A prática mais comum de cerco, no entanto, é cercar e esperar pela rendição do inimigo, ou pela traição de alguém dentro da cidade sitiada. Durante a Idade Média, frequentemente ocorriam negociações no período inicial do cerco. O atacante, consciente do grande custo do cerco em termos de tempo, dinheiro e vidas, podia oferecer compensações se o defensor rendesse-se rapidamente. Por exemplo, podia ser permitido que o defensor abandonasse a cidade ileso, porém desarmado. Se, no entanto, um chefe militar rapidamente se rendesse, ele poderia ser condenado por traição pelos seus pares.
Conforme o cerco prosseguia, o exército agressor poderia fazer escavações no terreno (linha de circunvalação) para cercar o alvo completamente, impedindo que água, comida e outros suprimentos chegassem à cidade. Se a população da cidade ficasse suficientemente desesperada, ela começaria a comer qualquer coisa: cavalos, animais de estimação, couro dos sapatos e até a si mesma.
Doença também é uma arma efetiva de sítio, embora os atacantes fiquem tão vulneráveis quanto os sitiados. Catapultas ou armas similares podem ser usadas para arremessar animais doentes sobre a cidade, numa forma primitiva de guerra biológica. O sitiante ainda pode exigir um pagamento e, em troca, deixar a cidade intacta.
Várias armas de cerco foram desenvolvidas ao longo da história. Escadas podem ser usadas para escalar as muralhas. Aríetes e ganchos de assédio podem forçar muralhas e portões, enquanto catapultas, balistas, trabucos, manganelas e onagros podem ser usados para lançar projéteis para destruir as fortificações da cidade e matar os seus habitantes. Uma torre de cerco, uma construção de altura igual ou maior que a muralha da cidade, possibilita que se lancem projéteis sobre os defensores e que se escale a muralha com menos perigo que com o uso de escadas.
Também era comum as bases das fortificações serem minadas, causando, assim, o seu colapso. Isso podia ser feito escavando-se um túnel sob os fundamentos da muralha e, então, colapsando o túnel ou o explodindo. Esse procedimento é conhecido como guerra de túnel. Os defensores poderiam construir contratúneis para invadir os túneis dos atacantes e colapsá-los prematuramente.
Frequentemente, fogo era usado no ataque a fortificações de madeira. O império Bizantino usava fogo grego, que continha aditivos que tornavam difícil extingui-lo. Combinado com um primitivo lança-chamas, ele provou ser uma eficiente arma de ataque e defesa.

### Defensivas
O método universal para defender-se contra cercos é o uso de fortificações, principalmente muralhas e valas, para suplementar as defesas naturais. Um estoque suficiente de água e alimento também é importante para derrotar o método mais simples de cerco: a inanição. Eventualmente, a cidade sitiada pode expulsar alguns habitantes para reduzir a demanda por água e comida.
Durante o Período dos Estados Combatentes na China (481–221 a.C.), os cercos perderam a aura nobre que possuíam no Período das Primaveras e Outonos e passaram a ser mais pragmáticos. A invenção chinesa da besta durante esse período revolucionou a guerra, aumentando a importância da infantaria e da cavalaria e diminuindo a importância dos tradicionais carros de guerra.
Os moístas pacifistas seguidores de Mozi do século V a.C. buscavam ajudar os estados chineses menores contra os ataques dos estados maiores. Para tal, eles inventaram muitos dispositivos de cerco, como catapultas, balistas, uma rampa de assédio com rodas e ganchos chamada de "ponte de nuvem", além de carrinhos com ganchos e rodas para derrubar muralhas.
Quando inimigos tentavam escavar túneis para derrubar as muralhas ou invadir a cidade, os defensores chineses usavam grandes foles para jogar fumaça nos túneis e sufocar os invasores.
O desenvolvimento dos cercos na Antiguidade e na Idade Média levou ao desenvolvimento também de medidas defensivas. Em particular, as fortificações medievais tornaram-se, progressivamente, mais fortes — por exemplo, o advento do castelo concêntrico no período das cruzadas — e mais perigosos para os atacantes — com o uso de mata-cães, buraco assassino e substâncias quentes ou incendiárias. Seteiras, portas laterais e poços de água profundos também eram usados como mecanismos de defesa. Era dada particular atenção à defesa das entradas, com portões protegidos por ponte levadiça, rastrilho e barbacã. Fossos e outras defesas aquáticas, naturais ou aumentadas, também eram vitais para os defensores.
Na Idade Média europeia, virtualmente todas as grandes cidades tinham muralhas — Dubrovnik, na Dalmácia, é um exemplo bem-preservado —, e as mais importantes possuíam cidadelas, fortes e castelos. Era feito grande esforço para abastecer de água as cidades durante os cercos. Às vezes, eram construídos longos túneis para trazer água para a cidade. Complexos sistemas de túneis foram usados para armazenamento e comunicação em cidades medievais como Tábor, na Boémia, similares aos que seriam usados posteriormente na Guerra do Vietnã.
Até a invenção das armas baseadas na pólvora (e os consequentes projéteis de maior velocidade), o equilíbrio de poder e logística definitivamente favorecia os defensores. Com a invenção da pólvora, os métodos tradicionais de defesa contra cercos tornaram-se menos eficientes.

## Era da pólvora
A introdução da pólvora e do canhão trouxe uma nova era para os cercos. Os canhões foram usados pela primeira vez na dinastia Sung, na China, no começo do século XIII, mas só se tornaram armas importantes aproximadamente 150 anos depois. Nas primeiras décadas, os canhões pouco podiam fazer contra castelos e fortalezas poderosos, não gerando mais do que fumaça e fogo. Por volta do século XVI, no entanto, eles já eram um elemento essencial e regular de qualquer exército em campanha, ou da defesa de um castelo.
A maior vantagem dos canhões sobre outras armas de cerco é a sua capacidade de disparar projéteis mais pesados, a maior velocidade e a maior distância do que as armas anteriores. Eles também podiam disparar projéteis em linha reta, destruindo as bases de altas muralhas. Então, as muralhas de velho estilo — isto é, altas e relativamente finas — tornaram-se ótimos alvos, facilmente demolíveis. Em 1453, as grandes muralhas de Constantinopla, a capital do império Bizantino, foram postas abaixo pelos 62 canhões do exército de Maomé II, o Conquistador, em apenas seis semanas.
Entretanto, novas fortificações desenhadas para resistir a ataques de armas com pólvora logo foram construídas por toda a Europa. Durante o Renascimento e a Idade Moderna, os cercos continuaram a dominar as guerras na Europa.
Com o desenvolvimento dos canhões de cerco, as técnicas de cerco tornaram-se padronizadas. Inicialmente, o exército atacante rodeava a cidade. Então, ele pedia que esta se rendesse. Se a resposta fosse negativa, o exército construía fortificações temporárias ao redor da cidade para impedir que o exército fosse atacado pelos habitantes da cidade, ou que chegassem reforços à cidade. Então, o exército atacante construiria uma linha de trincheiras paralela à muralha, porém fora do alcance da artilharia da cidade. Em seguida, o exército construiria uma trincheira em zigue-zague na direção da cidade, para evitar que ela ficasse em fila diante do fogo inimigo. Uma vez que estivesse ao alcance da artilharia inimiga, o exército construiria uma segunda linha de trincheiras paralela à muralha, guarnecendo-a com canhões.
Se necessário, o exército poderia repetir o processo até chegar próximo o bastante das muralhas para conseguir abrir uma brecha nela. Seriam, então, construídas novas trincheiras, tanto em zigue-zague na direção da cidade quanto paralelas à muralha, para apoiar os primeiros grupos invasores da cidade. Em cada etapa do processo, seria oferecida a rendição aos habitantes da cidade. Mas, se os primeiros grupos invasores conseguissem penetrar na cidade, não seria oferecida mais qualquer clemência aos habitantes.

### Teorias
Se os castelos antes eram obstáculos formidáveis, com o advento dos canhões, passaram a ser facilmente invadidos. Por exemplo: na Espanha, o exército recém-equipado com canhões dos Reis Católicos pôde conquistar as fortalezas dos mouros em Granada em 1482–92 após estas terem resistido por séculos.
No início do século XV, o arquiteto italiano Leon Battista Alberti escreveu um tratado intitulado De Re aedificatoria, o qual teorizava sobre métodos de construção de fortificações capazes de resistir às novas armas. Alberti propôs que as muralhas fossem "construídas em linhas irregulares, como os dentes de uma serra". Ele também propôs fortalezas em formato de estrela, com muralhas baixas e grossas.
Poucos governantes, entretanto, deram valor às suas palavras. Somente no fim da década de 1480, umas poucas cidades na Itália começaram a construir no novo estilo. Todavia, foi apenas com a invasão francesa da península italiana em 1494–95 que as novas fortificações foram construídas em larga escala. Carlos VIII de França invadiu a Itália com um exército de 18 mil homens e uma arma de cerco puxada por cavalos. Como resultado, ele podia virtualmente derrotar qualquer cidade ou estado, não importa o quanto fosse bem defendido. Em pânico, a estratégia militar foi completamente repensada nos estados italianos de então, com uma forte ênfase em novas fortificações que pudessem resistir às novas estratégias de cerco.

### Novas fortalezas
A maneira mais efetiva de proteger muralhas contra o fogo de canhões provou ser a grossura e o ângulo das muralhas (que fazia com que estas só pudessem ser atingidas em um ângulo oblíquo). Inicialmente, as muralhas foram abaixadas e reforçadas, por trás e pela frente, com terra. As torres foram transformadas em bastiões triangulares. Esse desenho evoluiu para a chamada fortificação abaluartada. Essas fortificações em formato de estrela envolvendo cidades provaram ser muito difíceis de ser invadidas, mesmo para exércitos bem equipados. Fortalezas construídas nesse estilo por todo o século XVI não se tornaram completamente obsoletas até o século XIX e ainda estavam em uso durante a Primeira Guerra Mundial (1914–1918) (embora estivessem adaptadas para a guerra no século XX). Durante a Segunda Guerra Mundial (1939–1945), as fortificações abaluartadas ainda ofereciam considerável resistência. Por exemplo: nos últimos dias da guerra, durante a batalha de Berlim, os soviéticos não tentaram atacar a cidadela de Spandau (construída entre 1559 e 1594), mas preferiam circundá-la e negociar a sua rendição.
O custo de construir tais vastas e modernas fortificações era, entretanto, incrivelmente alto e, com frequência, alto demais para simples cidades. Muitas foram à falência no processo de construí-las; outras, como Siena, gastaram tanto dinheiro em fortificações que se tornaram incapazes de manter os seus exércitos em boas condições e acabaram, assim, perdendo as suas guerras. Apesar disso, inúmeras grandes fortalezas foram construídas no norte da Itália nas primeiras décadas do século XVI para resistir a repetidas invasões francesas que ficaram conhecidas como Guerras Italianas. Muitas delas estão de pé até hoje.
Nas décadas de 1530 e 1540, o novo estilo de fortificação começou a ser espalhado para além da Itália em direção ao resto da Europa, particularmente a França, os Países Baixos e a Espanha. Engenheiros italianos tornaram-se intensamente requisitados por toda a Europa, especialmente em regiões devastadas por guerras, como os Países Baixos, que passaram a possuir inúmeras cidades circundadas por modernas fortalezas. As áreas densamente habitadas do norte da Itália e da República das Sete Províncias Unidas dos Países Baixos eram mal afamadas por conta do seu grande número de cidades fortificadas. Isso fez com que campanhas militares nessas regiões tornassem-se extremamente difíceis de serem conduzidas, considerando que até as cidades menores precisavam ser sitiadas. No caso neerlandês, a possibilidade de inundação em largas regiões tornou-se um obstáculo adicional para os sitiantes, por exemplo, no sítio de Leida. Por muitos anos, táticas ofensivas e defensivas equilibraram-se, levando a prolongadas e custosas guerras como a Europa nunca havia conhecido, envolvendo cada vez mais planejamento e envolvimento governamental. As novas fortalezas fizeram com que as guerras, via de regra, tornassem-se uma sucessão de cercos. Como as novas fortalezas podiam abrigar facilmente 10 mil homens, um exército atacante corria o sério risco de um contra-ataque. Todas as cidades, portanto, precisavam ser conquistadas, e isso demorava um tempo que variava de meses a anos, até que os habitantes da cidade estivessem famintos. A maior parte das batalhas do período era entre os exércitos invasores e os reforços que eram enviados de fora para proteger as cidades sitiadas.

### Marechal Vauban e Van Coehoorn
No fim do século XVII, dois influentes engenheiros militares, o francês Sébastien Le Prestre de Vauban e o neerlandês Menno van Coehoorn, levaram as novas fortalezas ao seu ápice. Valas podiam ser escavadas; muralhas podiam ser protegidas por rampas, e baluartes podiam enfileirar atacantes. Ambos os engenheiros desenvolveram as suas ideias de forma independente, mas chegaram a conclusões semelhantes no que toca a construção defensiva e ação ofensiva contra fortificações. Ambos eram experientes na condução de cercos e nas defesas contra eles. Antes de Vauban e Van Coehoorn, os cercos eram descuidados. Ambos levaram o cerco ao status de ciência com um processo metódico que, se não fosse interrompido, poderia conquistar até as mais poderosas fortalezas. Exemplos do seu estilo de fortificação são Arras (Vauban) e a não mais existente fortaleza de Bergen op Zoom (Van Coehoorn). A principal diferença entre os dois engenheiros era o tipo de terreno em que costumavam construir: Vauban construía no terreno montanhoso da França, e Van Coehoorn construía nas baixadas planas e inundáveis dos Países Baixos.
Planejar e manter um cerco é tão difícil quanto se defender de um. O exército atacante precisa estar preparado para defender-se tanto de ataques da cidade sitiada quanto de ataques de reforços externos da cidade. Era usual, então, construírem-se linhas de trincheiras e defesas em ambas as direções. As linhas mais externas, chamadas de linhas de circunvalação, podiam circundar completamente o exército invasor.
Esta seria a primeira construção do exército invasor e seria feita logo após se rodear a cidade sitiada. A linha seguinte, que Vauban costumava situar a seiscentos metros do alvo, conteria as baterias principais de canhões pesados, que podiam atingir o alvo sem o risco de serem atingidos. Uma vez que essa linha estivesse pronta, os trabalhadores mover-se-iam adiante, criando outra linha a 250 metros. Essa linha continha armas menores. A linha final seria construída a apenas trinta ou sessenta metros da fortaleza. Essa linha conteria morteiros e serviria como ponto de partida dos ataques assim que a muralha caísse. Van Coehoorn desenvolveu um morteiro pequeno e transportável chamado coehorn, variações do qual seriam usadas em cercos até o século XIX. Também era a partir dessa linha que os escavadores operavam para minar as muralhas.
As trincheiras que conectavam as várias linhas dos sitiantes não podiam ser construídas perpendicularmente às muralhas, pois senão os defensores teriam uma clara linha de tiro contra elas. Essas linhas (conhecidas como sapas) precisavam, portanto, ser ligeiramente denteadas.
Outro elemento da fortaleza era a cidadela. Usualmente, a cidadela era uma "minifortaleza" dentro de uma fortaleza maior, com a missão de abrigar a guarnição em caso de revolta na cidade.
Como antigamente, a maior parte dos cercos era decidida com poucos combates entre os dois exércitos. Usualmente, o exército atacante esperava que os suprimentos dentro da cidade ficassem esgotados, ou que doenças dizimassem a sua população, obrigando-a a render-se. Mas as doenças, especialmente o tifo, também eram uma ameaça ao exército invasor e, frequentemente, forçavam uma retirada prematura. Com frequência, as guerras eram vencidas pelo exército que conseguisse resistir por mais tempo.
Um importante elemento de estratégia para o exército sitiante era decidir permitir ou não que a cidade sitiada rendesse-se. Usualmente, era bem-visto que fosse permitida a rendição à cidade, tanto para evitar perdas quanto para servir de exemplo às futuras cidades sitiadas. Se um exército sitiante matasse e pilhasse mesmo após a rendição da cidade, futuras cidades sitiadas lutariam com esforço redobrado. Usualmente, uma cidade rendia-se (sem perda de honra) quando as suas linhas internas eram atingidas pelo atacante.

### Guerra de sítio
A guerra de sítio dominou a Europa ocidental pela maior parte dos séculos XVII e XVIII. Toda uma campanha podia resumir-se em um único cerco (por exemplo, Oostende em 1601–04; La Rochelle em 1627–28). Isso resultou em conflitos extremamente prolongados, em que prevalecia o maior poder econômico. As raras batalhas campais (Gustavo II Adolfo da Suécia em 1630; França contra Países Baixos em 1672 e 1688) eram, quase sempre, caros fracassos.

### Avanços industriais
Avanços na artilharia tornaram frágeis defesas que antes eram inexpugnáveis. Por exemplo, as muralhas de Viena, que mantiveram os turcos afastados em meados do século XVII, não foram obstáculos para Napoleão Bonaparte no início do século XIX.
Quando ocorreram cercos (como o cerco de Délhi e o de Cawnpore na Rebelião Indiana de 1857), os atacantes foram geralmente capazes de vencer em dias ou semanas — ao contrário de semanas ou meses, como era usual até então. O forte de Karlsborg foi construído na tradição de Vauban para ser uma capital de reserva para a Suécia, mas já estava obsoleto antes de ser finalizado em 1869.
Com a criação das ferrovias, os cercos voltaram à moda, pois os exércitos atacantes que quisessem apoderar-se de linhas férreas em território inimigo precisavam conquistar as fortalezas que bloqueavam essas linhas férreas.
Durante a Guerra Franco-Prussiana, as frentes de batalha moveram-se rapidamente por toda a França. Entretanto, os exércitos alemães atrasaram-se por meses devido aos cercos de Metz e Paris, por conta do grande poder de fogo da infantaria de defesa e dos fortes. Isso resultou em massiva construção de fortes por toda a Europa, como o de Verdun. Isso também levou à criação de táticas que induziam a rendição mediante o bombardeio da população civil dentro de uma fortaleza.
O Cerco de Sebastopol (1854–1855), durante a Guerra da Crimeia, e o Cerco de Petersburg (1864–1865), durante a Guerra de Secessão mostraram que as cidadelas modernas, quando melhoradas por defesas improvisadas, podiam ainda resistir a exércitos por meses. O cerco de Plevna durante a Guerra russo-turca de 1877–1878 provou que defesas improvisadas podiam resistir a ataques, prenunciando as trincheiras da Primeira Guerra Mundial.
O avanço na tecnologia de armas de fogo sem o correspondente avanço nas comunicações no campo de batalha levou gradualmente à volta do predomínio da defesa. Um exemplo de cerco nessa época foi o cerco de Baler, nas Filipinas, que se prolongou por 337 dias devido ao isolamento do exército cercado. Nesse cerco, um reduzido grupo de soldados espanhóis foi cercado em uma pequena igreja por rebeldes filipinos durante a Revolução Filipina e a Guerra Hispano-Americana por meses após o Tratado de Paris (1898), o fim oficial da guerra.
Além disso, o desenvolvimento dos barcos a vapor proporcionou maior velocidade aos navios que rompiam bloqueios com a finalidade de levar suprimentos às cidades bloqueadas.

## Cerco policial
Táticas de cerco são empregadas costumeiramente pelas polícias, sempre tendo em vista a preservação das vidas de policiais, sitiados, espectadores e reféns. Elas usam negociadores treinados, psicólogos e, quando necessário, a força, ou mesmo as forças armadas.
Uma das dificuldades para a polícia durante os cercos é a síndrome de Estocolmo, quando os reféns identificam-se com os seus captores. Quando isso protege os reféns de danos físicos, é considerado uma coisa positiva, mas é considerado uma coisa negativa quando os reféns protegem os seus captores ou se recusam a cooperar com a polícia.
O cerco de Waco, em 1993, durou 51 dias, um período de tempo anormalmente longo. Ao contrário de cercos militares, os cercos policiais costumam durar horas ou dias, ao invés de semanas, meses ou anos.